# Stacja sejsmologiczna
Stacja sejsmologiczna – obserwatorium zlokalizowane w rejonach o niskim poziomie szumu sejsmicznego i wyposażone w sejsmometry z analogową i cyfrową aparaturą rejestrującą wstrząsy sejsmiczne.
Sejsmografy umieszcza się w głębokich piwnicach budynku obserwatorium, pobliskich jaskiniach lub specjalnie wykonanych sztolniach. Obecnie prowadzi się obserwację wstrząsów sejsmografami długookresowymi i krótkookresowymi lub jednym sejsmografem szerokopasmowym w trzech osiach: wschód-zachód (E-W), północ-południe (N-S) i w osi pionowej (Z).
Rejestrację prowadzi się analogowo na rejestratorach rękawowych i cyfrowo w pamięci komputera. Stacja sejsmologiczna połączona jest zwykle łączami telekomunikacyjnymi z innymi stacjami w sieć, w celu wzajemnej weryfikacji rejestrowanych wstrząsów. Każda stacja sejsmologiczna w celu jednoznacznej i łatwej identyfikacji w sieci międzynarodowych stacji sejsmologicznych posiada najczęściej trzyliterowy kryptonim. 

## Stacje sejsmologiczne w Polsce
W Polsce sieć stacji sejsmicznych prowadzi i utrzymuje Zakład Sejsmologii i Fizyki Wnętrza Ziemi Instytutu Geofizyki Polskiej Akademii Nauk.
Polskie stacje sejsmologiczne:
1. Ojców (OJC) z filią w Niedzicy (NIE)
2. Racibórz (RAC) – sejsmografy w piwnicy wolno stojącego budynku
3. Wałbrzych (KSP) – sejsmografy pod zamkiem Książ w poniemieckiej sztolni, rejestratornia w podzamczu
4. Górka Klasztorna (GKP) – stacja automatyczna, w obrębie zabudowań klasztornych
5. Suwałki (SUW) – stacja automatyczna, sejsmografy w bunkrze ziemnym
6. Warszawa (WAR) – stacja automatyczna, w podziemiach budynku rektoratu Uniwersytetu Warszawskiego
7. Kalwaria Pacławska (KWP) – stacja automatyczna, w obrębie zabudowań klasztornych

W Polsce najlepsze (ze względów lokalizacyjnych) warunki do obserwacji aktywności sejsmicznej skorupy ziemskiej posiada stacja sejsmologiczna w Ojcowie OJC.